# Craig Anton
Craig Ward Anton (28 de agosto de 1962) é um ator e comediante estadunidense. Ele é mais conhecido por seus papéis como Sr. Pettus em Lizzie McGuire e Lloyd Diffy em Phil of the Future.

## Biografia
Anton nasceu e foi criado em Omaha, Nebraska, filho mais velho de Antoinette (Akromis) e Arthur Ward Anton. Ele iniciou a carreira como comediante realizando apresentações de stand-up em clubes locais em 1978, enquanto estava no ensino médio. No final da década de 1980, mudou-se para Nova Iorque em busca de oportunidades para atuação. Paralelo a isso, começou a lecionar na Faculdade de Arte e Design de Savannah (SCAD) em Savannah, Geórgia.
No outono de 1995, Anton conseguiu dois pilotos para televisão em Los Angeles. Ele foi escalado como Nathan na sitcom First Time Out da The WB que estreou em setembro e mais tarde foi convidado para série de comédia MADtv, com início em outubro pela FOX. O programa First Time Out foi rapidamente cancelado dois meses após a estreia de MADtv. Seu personagem mais duradouro foi Clorox da esquete "Star Trek: Deep Stain Nine". Clorox era o antagonista da trama e foi vagamente baseado em Q de Star Trek. Ele também imitou Dennis Miller e Nate Richert antes de deixar a atração em 1998, no final da terceira temporada.
Depois de deixar MADtv, Craig foi escalado como Sr. Pettus em Lizzie McGuire. Depois da 1ª temporada, deixou o programa. Posteriormente, ele interpretou Lloyd Diffy em Phil of the Future. Anton desenvolveu um extenso currículo na televisão, incluindo aparições nas séries Coach, Boston Legal, Entourage, Curb Your Enthusiasm, The King of Queens, Ally McBeal,  Everybody Loves Raymond, 2 Broke Girls, Mad Men e The Office.
Em 2022, gravou dois episódios como Samuel Sutter em The Girl from Plainville.